# Juan Barranco Gallardo
Juan Barranco Gallardo (Santiago de Calatrava, 13 agosto 1947) è un politico spagnolo del PSOE.

## Biografia
Dal 1986, a seguito alla morte in carica di Enrique Tierno Galvan, di cui era vicesindaco, fu sindaco di Madrid a guida socialista.
Nel 1987 Barranco vinse le elezioni amministrative venendo riconfermato come sindaco dal popolo, ma nel giugno del 1989 fu licenziato in seguito al ribaltone politico conseguente all'approvazione di una sfiducia costruttiva da parte del consiglio comunale.